# Cocaine Cowboys
Cocaine Cowboys is een Amerikaanse documentairefilm uit 2006, geregisseerd door Billy Corben en geproduceerd door Alfred Spellman en Billy Corben via hun studio rakontur. 
De documentaire behandelt de opkomst van cocaïne in de samenleving, en de hieraan verbonden criminaliteit die de Amerikaanse stad Miami in Florida trof tijdens de jaren 70 en 80 van de 20e eeuw. De producers houden in de documentaire interviews met politie-agenten, journalisten, advocaten, voormalig drugssmokkelaars en bendeleden om inzicht te verkrijgen in de drugsoorlog van Miami.
De film ging in première op het Tribeca Film Festival in april 2006. In oktober 2006 was de film in beperkte oplage in de Amerikaanse bioscopen te zien.

In 2021 verscheen op Netflix de documentaire miniserie Cocaine Cowboys, The Kings of Miami.